# Marawaka
Marawaka est l'une des quatre paroisses civiles de la municipalité d'Alto Orinoco dans l'État d'Amazonas au Venezuela. Sa capitale est Toky-Shamanaña. En 2011, sa population s'élève à 298 habitants.

## Géographie

### Démographie
Hormis sa capitale Toky-Shamanaña, la paroisse civile possède plusieurs localités :
- Alokofida
- Arimawë
- Caida Grande
- Cañonamaña
- Catarata
- Cerro Aguila
- Cerro Brisa
- Cerro Cunaguaro
- Cerro El Viento
- Cerro Frutero
- Cerro Mapuey
- Cerro Montañoso
- Cerro Puente
- Cerro Zamuro
- Chupaflor
- Continamo
- El Gusano
- Epenafi
- Flalai
- Hawadokoi
- Hewelipïwei
- Hokotopïwei-o
- Kalepë
- Kanoshewë
- Kashipïwëi
- Kayurewë
- Kitawe
- Koaïsï
- Koaisipïwei
- Kowaisi
- Koyowai
- Kubalufe
- Kuefesipïwei
- La Espinilla
- La Hormiga o Bachaco
- Matowë
- Mayo
- O,Kimopï
- Olalukare
- Pájaro Gavilán
- Palo Grande
- Poohesiwë
- Poretha
- Prakifipë
- Puerto Level
- Rashakami
- Seducuragüey-teri
- Shalakasi
- Shalakasipïwei
- Shiauka
- Shihepïnima
- Shnomayowë
- Shotemi
- Toky-Shamanaña
- Toposhiwë
- Toritha
- Toropogüei-teri
- Tuquirijuña
- Uanajuña
- Wahalafita
- Walapana
- Walapawë
- Waleta
- Wapufadi
- Warokuawë
- Yahowë
- Yaliyana
- Yaurawë
- Zancudero